# Dyckia bracteata
Espèce
Classification APG III (2009)
Synonymes
Dyckia dissitiflora var. bracteata

Dyckia bracteata est une espèce de plantes de la famille des Bromeliaceae, endémique du Brésil et décrite en 1894.

## Synonymes
- Dyckia dissitiflora var. bracteata

## Distribution
L'espèce est endémique du Brésil et se rencontre dans les États de Minas Gerais et d'Espírito Santo.

## Description
Selon la classification de Raunkier, l'espèce est chamaephyte ou hémicryptophyte.